# Tel Bisan
Tel Bisan (hebr. תל כיסון) jest wzgórzem położonym w Zachodniej Galilei w północnej części Izraela.

## Historia
Badania archeologiczne wskazują, że w miejscu tym istniało starożytne miasto Akszaf.
Obecnie wzgórze zajmują arabskie miasteczka Kafr Jasif i Jirka.